# Ministri del tesoro della Repubblica Italiana
I ministri del tesoro della Repubblica Italiana si sono succeduti dal 1946 al 1997, quando il Ministero del tesoro e il Ministero del bilancio e della programmazione economica (che allora, sotto il governo Prodi I, facevano già capo a un medesimo titolare, ossia Carlo Azeglio Ciampi) furono accorpati per costituire il Ministero del tesoro, del bilancio e della programmazione economica, a sua volta unito nel 2001 al Ministero delle finanze per costituire il Ministero dell'economia e delle finanze.

## Lista
| Ministro | Ministro         | Ministro                                   | Partito                                 | Governo              | Mandato           | Mandato           | Leg.             |
| Ministro | Ministro         | Ministro                                   | Partito                                 | Governo              | Inizio            | Fine              | Leg.             |
| --- | ---------------- | ------------------------------------------ | --------------------------------------- | -------------------- | ----------------- | ----------------- | ---------------- |
| Ministri del tesoro |                  |                                            |                                         |                      |                   |                   |                  |
| |                  | Epicarmo Corbino (1890-1984)               | Partito Liberale Italiano               | De Gasperi II        | 14 luglio 1946    | 18 settembre 1946 | AC               |
| |                  | Giovanni Battista Bertone (1874-1969)      | Democrazia Cristiana                    | De Gasperi II        | 18 settembre 1946 | 2 febbraio 1947   | AC               |
| Ministri delle finanze e del tesoro |                  |                                            |                                         |                      |                   |                   |                  |
| |                  | Pietro Campilli (1891-1974)                | Democrazia Cristiana                    | De Gasperi III       | 2 febbraio 1947   | 1º giugno 1947    | AC               |
| |                  | Luigi Einaudi (1874-1961)                  | Partito Liberale Italiano               | De Gasperi IV        | 1º giugno 1947    | 6 giugno 1947     | AC               |
| Ministri del tesoro |                  |                                            |                                         |                      |                   |                   |                  |
| |                  | Gustavo Del Vecchio (1883-1972)            | Indipendente                            | De Gasperi IV        | 6 giugno 1947     | 24 maggio 1948    | AC               |
| |                  | Giuseppe Pella (1902-1981)                 | Democrazia Cristiana                    | De Gasperi V         | 24 maggio 1948    | 28 gennaio 1950   | I                |
| De Gasperi VI | 28 gennaio 1950  | Giuseppe Pella (1902-1981)                 | Democrazia Cristiana                    | 26 luglio 1951       |                   |                   | I                |
| |                  | Ezio Vanoni (ad interim) (1903-1956)       | Democrazia Cristiana                    | De Gasperi VII       | 26 luglio 1951    | 2 febbraio 1952   | I                |
| |                  | Giuseppe Pella (ad interim) (1902-1981)    | Democrazia Cristiana                    | De Gasperi VII       | 2 febbraio 1952   | 16 luglio 1953    | I                |
| De Gasperi VIII | 16 luglio 1953   | Giuseppe Pella (ad interim) (1902-1981)    | Democrazia Cristiana                    | 17 agosto 1953       | II                |                   |                  |
| |                  | Silvio Gava (1901-1999)                    | Democrazia Cristiana                    | Pella                | II                | 17 agosto 1953    | 19 gennaio 1954  |
| Fanfani I | 19 gennaio 1954  | Silvio Gava (1901-1999)                    | Democrazia Cristiana                    | 10 febbraio 1954     | II                |                   |                  |
| Scelba | 10 febbraio 1954 | Silvio Gava (1901-1999)                    | Democrazia Cristiana                    | 6 luglio 1955        | II                |                   |                  |
| Segni I | 6 luglio 1955    | Silvio Gava (1901-1999)                    | Democrazia Cristiana                    | 30 gennaio 1956      | II                |                   |                  |
| Segni I |                  |                                            | Ezio Vanoni (ad interim) (1903-1956)    | Democrazia Cristiana | II                | 30 gennaio 1956   | 16 febbraio 1956 |
| Segni I |                  |                                            | Giuseppe Medici (1907-2000)             | Democrazia Cristiana | II                | 19 febbraio 1956  | 20 maggio 1957   |
| Zoli | 20 maggio 1957   | 2 luglio 1958                              | Giuseppe Medici (1907-2000)             | Democrazia Cristiana | II                |                   |                  |
| |                  | Giulio Andreotti (1919-2013)               | Democrazia Cristiana                    | Fanfani II           | 2 luglio 1958     | 16 febbraio 1959  | III              |
| |                  | Fernando Tambroni (ad interim) (1901-1963) | Democrazia Cristiana                    | Segni II             | 16 febbraio 1959  | 26 marzo 1960     | III              |
| |                  | Paolo Emilio Taviani (1912-2001)           | Democrazia Cristiana                    | Tambroni             | 26 marzo 1960     | 27 luglio 1960    | III              |
| Fanfani III | 27 luglio 1960   | Paolo Emilio Taviani (1912-2001)           | Democrazia Cristiana                    | 22 febbraio 1962     |                   |                   | III              |
| |                  | Roberto Tremelloni (1900-1987)             | Partito Socialista Democratico Italiano | Fanfani IV           | 22 febbraio 1962  | 22 giugno 1963    | III              |
| |                  | Emilio Colombo (1920-2013)                 | Democrazia Cristiana                    | Leone I              | 22 giugno 1963    | 5 dicembre 1963   | IV               |
| Moro I | 5 dicembre 1963  | Emilio Colombo (1920-2013)                 | Democrazia Cristiana                    | 23 luglio 1964       |                   |                   | IV               |
| Moro II | 23 luglio 1964   | Emilio Colombo (1920-2013)                 | Democrazia Cristiana                    | 24 febbraio 1966     |                   |                   | IV               |
| Moro III | 24 febbraio 1966 | Emilio Colombo (1920-2013)                 | Democrazia Cristiana                    | 25 giugno 1968       |                   |                   | IV               |
| Leone II | 25 giugno 1968   | Emilio Colombo (1920-2013)                 | Democrazia Cristiana                    | 12 dicembre 1968     | V                 |                   |                  |
| Rumor I | 12 dicembre 1968 | Emilio Colombo (1920-2013)                 | Democrazia Cristiana                    | 6 agosto 1969        | V                 |                   |                  |
| Rumor II | 6 agosto 1969    | Emilio Colombo (1920-2013)                 | Democrazia Cristiana                    | 28 marzo 1970        | V                 |                   |                  |
| Rumor III | 28 marzo 1970    | Emilio Colombo (1920-2013)                 | Democrazia Cristiana                    | 6 agosto 1970        | V                 |                   |                  |
| |                  | Mario Ferrari Aggradi (1916-1987)          | Democrazia Cristiana                    | Colombo              | V                 | 6 agosto 1970     | 18 febbraio 1972 |
| |                  | Emilio Colombo (1920-2013)                 | Democrazia Cristiana                    | Andreotti I          | V                 | 18 febbraio 1972  | 26 giugno 1972   |
| |                  | Giovanni Malagodi (1904-1991)              | Partito Liberale Italiano               | Andreotti II         | 26 giugno 1972    | 8 luglio 1973     | VI               |
| |                  | Ugo La Malfa (1903-1979)                   | Partito Repubblicano Italiano           | Rumor IV             | 8 luglio 1973     | 15 marzo 1974     | VI               |
| |                  | Emilio Colombo (1920-2013)                 | Democrazia Cristiana                    | Rumor V              | 15 marzo 1974     | 23 novembre 1974  | VI               |
| Moro IV | 23 novembre 1974 | Emilio Colombo (1920-2013)                 | Democrazia Cristiana                    | 12 febbraio 1976     |                   |                   | VI               |
| Moro V | 12 febbraio 1976 | Emilio Colombo (1920-2013)                 | Democrazia Cristiana                    | 30 luglio 1976       |                   |                   | VI               |
| |                  | Gaetano Stammati (1908-2002)               | Democrazia Cristiana                    | Andreotti III        | 30 luglio 1976    | 13 marzo 1978     | VII              |
| |                  | Filippo Maria Pandolfi (1927-2025)         | Democrazia Cristiana                    | Andreotti IV         | 13 marzo 1978     | 21 marzo 1979     | VII              |
| Andreotti V | 21 marzo 1979    | Filippo Maria Pandolfi (1927-2025)         | Democrazia Cristiana                    | 5 agosto 1979        |                   |                   | VII              |
| Cossiga I | 5 agosto 1979    | Filippo Maria Pandolfi (1927-2025)         | Democrazia Cristiana                    | 4 aprile 1980        | VIII              |                   |                  |
| Cossiga II | 4 aprile 1980    | Filippo Maria Pandolfi (1927-2025)         | Democrazia Cristiana                    | 18 ottobre 1980      | VIII              |                   |                  |
| |                  | Beniamino Andreatta (1928-2007)            | Democrazia Cristiana                    | Forlani              | VIII              | 18 ottobre 1980   | 28 giugno 1981   |
| Spadolini I | 28 giugno 1981   | Beniamino Andreatta (1928-2007)            | Democrazia Cristiana                    | 23 agosto 1982       | VIII              |                   |                  |
| Spadolini II | 23 agosto 1982   | Beniamino Andreatta (1928-2007)            | Democrazia Cristiana                    | 1º dicembre 1982     | VIII              |                   |                  |
| |                  | Giovanni Goria (1943-1994)                 | Democrazia Cristiana                    | Fanfani V            | VIII              | 1º dicembre 1982  | 4 agosto 1983    |
| Craxi I | 4 agosto 1983    | Giovanni Goria (1943-1994)                 | Democrazia Cristiana                    | 1º agosto 1986       | IX                |                   |                  |
| Craxi II | 1º agosto 1986   | Giovanni Goria (1943-1994)                 | Democrazia Cristiana                    | 18 aprile 1987       | IX                |                   |                  |
| Fanfani VI | 18 aprile 1987   | Giovanni Goria (1943-1994)                 | Democrazia Cristiana                    | 29 luglio 1987       | IX                |                   |                  |
| |                  | Giuliano Amato (1938)                      | Partito Socialista Italiano             | Goria                | 29 luglio 1987    | 13 aprile 1988    | X                |
| De Mita | 13 aprile 1988   | Giuliano Amato (1938)                      | Partito Socialista Italiano             | 23 luglio 1989       |                   |                   | X                |
| |                  | Guido Carli (1914-1993)                    | Democrazia Cristiana                    | Andreotti VI         | 23 luglio 1989    | 13 aprile 1991    | X                |
| Andreotti VII | 13 aprile 1991   | Guido Carli (1914-1993)                    | Democrazia Cristiana                    | 28 giugno 1992       |                   |                   | X                |
| |                  | Piero Barucci (1933)                       | Indipendente                            | Amato I              | 28 giugno 1992    | 29 aprile 1993    | XI               |
| Ciampi | 29 aprile 1993   | Piero Barucci (1933)                       | Indipendente                            | 11 maggio 1994       |                   |                   | XI               |
| |                  | Lamberto Dini (1931)                       | Indipendente                            | Berlusconi I         | 11 maggio 1994    | 17 gennaio 1995   | XII              |
| Dini | 17 gennaio 1995  | Lamberto Dini (1931)                       | Indipendente                            | 18 maggio 1996       |                   |                   | XII              |
| |                  | Carlo Azeglio Ciampi (1920-2016)           | Indipendente                            | Prodi I              | 18 maggio 1996    | 31 dicembre 1997  | XIII             |
| Dal 1998 il Ministero del tesoro e il Ministero del bilancio e della programmazione economica vengono accorpati per costituire il "Ministero del tesoro, del bilancio e della programmazione economica". |                  |                                            |                                         |                      |                   |                   |                  |